# خوان كاتالدي
خوان كاتالدي (بالإسبانية: Juan Cataldi) هو لاعب كرة قدم أرجنتيني في مركز الوسط، ولد في 17 ديسمبر 1998 في لابلاتا في الأرجنتين. لعب مع جيمناسيا لابلاتا.

## وصلات خارجية
- خوان كاتالدي على موقع قاعدة بيانات كرة القدم.إي يو (الإنجليزية)
- خوان كاتالدي على موقع Soccerway.com (الإنجليزية)